# Felsőszőcs
Felsőszőcs (Suciu de Sus), település Romániában, a Partiumban, Máramaros megyében.

## Fekvése
Magyarlápostól délkeletre, a Czibles patak jobb partján elnyúló völgyben, Alsószőcs és Tágfalva közt fekvő település.

## Története
Felsőszőcs területe ősidők óta lakott hely lehetett. Területén a településről elnevezett Felsőszőcs Kultúra leletei kerültek napvilágra.
Nevét először 1383-ban  említette először oklevél.
1405-ben Zwech, 1514-ben Felseo Zöth, 1553-ban Felseuzewch, 1618-ban Felseo Züchy, 1646-ban Felseö Szőcs, 1830-ban Felső-Szőcs, románul Szucsu néven írták.
A fennmaradt hagyomány szerint a falu egykor a Tőkés felé fekvő Troján határrészben épült, a Sztrimba-patak mentén, ahonnan az állatokat a község mai helyére hajották legelni, majd idővel a lakosság is lehuzódott ide.
Felső-Szőcsöt is valószínűleg a losonczi Bánffyak, a Lápos-vidék akkori urai alapították és bírták. Később, 1405-ben mikor Csicsóvára a losonczi Bánffyak kezére került, Szőcsöt is e vár tartozékául nevezték meg.
1467-ben, a Bánffyak hűtlensége miatt Mátyás király Szőcsöt elvette tőlük és Szerdahelyi Kis Jánosnak és testvérének Mihálynak adományozta.
1553-ban Csicsóvár tartozéka volt, vajdája ekkor Andrejka volt.
1577-ben pedig már Szamosújvár tartozékaként szerepelt és még 1593-ban is Szamosujvárhoz tartozott, kenéze ekkor Boga János volt.
1602-ben pedig Huszár Péter birtoknak írták.
1610-ben Makray Bertalan és Bethlen Erzsébet fia Pétert, mint a széki merénylet részesét, e birtokától megfosztották, de mikor azt a fejedelem sógorának Dobay Tamásnak odaadományozta, azt Dobay visszabocsátotta Makraynak.
1910-ben 1586 lakosából 30 magyar, 91 német, 1417 román, 48 cigány volt. Ebből 1462 görögkatolikus, 98 izraelita volt.
A trianoni békeszerződés előtt Szolnok-Doboka vármegye Magyarláposi járásához tartozott.

## Látnivalók
Atanasiu Moț-Dâmbul a naszódi román határőrség hadnagyának emlékműve